# Rajpipla
Rajpipla (en guyaratí: રાજપિપલા ) es una ciudad de la India capital del distrito de Narmada, en el estado de Guyarat.
Fue la capital del antiguo Estado de Rajpipla.

## Geografía
Se encuentra a una altitud de 45 m s. n. m. a 227 km de la capital estatal, Gandhinagar, en la zona horaria UTC +5:30.

## Demografía
Según estimación 2011 contaba con una población de 35 611 habitantes.